# Catocyclotis
Genre
Catocyclotis est un genre d'insectes lépidoptères de la famille des Riodinidae.

## Dénomination
Le nom Catocyclotis leur a été donné par Hans Ferdinand Emil Julius Stichel en 1911.
Ils résident sur la côte nord-est de l'Amérique du Sud.

## Liste des espèces
- Catocyclotis adelina (Butler, 1872); présent au Costa Rica, à Panama et en Colombie
- Catocyclotis aemulius (Fabricius, 1793); présent au Brésil.
- Catocyclotis elpinice (Godman, 1903); présent en Bolivie et en Colombie

## Source
- Catocyclotis sur funet